# Linienverschanzung am Weinberg
Die  Linienverschanzung am Weinberg  befindet sich östlich der Fronberger Straße in einem Waldgebiet am Weinberg der oberpfälzischen Stadt Schwandorf im Landkreis Schwandorf in Bayern. Sie wird als Bodendenkmal unter der Aktennummer D-3-6638-0150 als „frühneuzeitliche Linienverschanzung“ geführt.